# Parti des Suisses nationalistes
Le Parti des Suisses nationalistes (en allemand : Partei National Orientierter Schweizer, abrégé en PNOS) est un ancien parti politique suisse d'extrême droite, créé en 2000 et dissous en 2022.
Il ne doit pas être confondu avec le Parti nationaliste suisse, un autre parti politique suisse également situé à l'extrême droite. Alors que le PNS est actif en Suisse romande, le PNOS est actif en Suisse alémanique. Si les deux partis sont proches, ils sont toutefois indépendants l'un de l'autre.

## Histoire
Le parti est créé en 2000 par Jonas Gysin et Sacha Kunz. Sascha Kunz en est le président jusqu'à la fin de l'été 2003. La direction est reprise pendant deux ans par Jonas Gysin, qui quitte le parti en 2005,
En octobre 2004, un représentant du parti est élu au conseil municipal de Langenthal et en avril 2005 au conseil municipal de Günsberg. Le parti participe ensuite à diverses élections, dont la dernière en octobre 2019 aux élections au Conseil national et au Conseil des États, mais sans succès .
Le PNOS est condamné par le tribunal de district d'Aarau pour avoir, lors des élections fédérales de 2003, utilisée en Argovie une affiche contre le Nouvel ordre mondial et la franc-maçonnerie, où étaient représentés des communistes et des Juifs capitalistes balayés par une croix suisse, avec la mention « Nous faisons le ménage ».
Le PNOS n'a jamais eu de sièges dans les parlements cantonaux, ni aux Chambres fédérales.
À l'heure actuelle, le PNOS ne détient aucun mandat électif (exécutif ou législatif), que ce soit aux niveaux communal, cantonal ou fédéral. En 2010, le PNOS organise une manifestation en soutien à l'initiative pour l'interdiction de la construction de nouveaux minarets. Lors de l'action, Dominic Lüthard se met en scène. Un grand balai à la main, il expulse des minarets en papier disposés sur un grand drapeau suisse. Il est poursuivi en justice et, en 2012, condamné pour cette action, sous le chef de « discrimination raciale ».
En 2017, le PNOS absorbe, à la suite de l'adhésion de son président, le DPS (Parti pour la Démocratie Directe).
Le 24 novembre 2018, le PNOS organise une manifestation autorisée (malgré l'opposition de tous les partis politiques à l'exception de l'UDC), contre le « Pacte des migrations », en plein centre de Bâle. Prennent la parole, outre Dominic Lüthard, Tobias Steiger, Éric Weber et Karl Richter, représentant de la Bürgerinitiative Ausländerstopp (« Initiative citoyenne Stop aux étrangers ») de Munich et membre du NPD,. La manifestation réunit une centaine de personnes, dont des membres de la Kameradschaft Heimattreu et du mouvement identitaire de Suisse romande Résistance helvétique. Une contre-manifestation, organisée par des groupes d'extrême-gauche, rassemble près de 400 personnes. Des affrontements opposeront les contre-manifestants et la police, et donneront lieu à deux blessés,.
Le 20 octobre 2019, lors du 9e Congrès du PNOS, Dominic Lüthard, annonce que, après avoir assumé pendant sept ans la fonction de président du parti, il se retire. Florian Gerber (de), jusque-là vice-président, lui succède en tant que président. Yannic Nuoffer devient vice-président et porte-parole, et Tamara Klingler prend la fonction de secrétaire.
En février 2022, Florian Gerber annonce par lettre adressée aux membres l'auto-dissolution du parti,.

## Célébrations du Grütli
En 2004, le parti organise une célébration de la Fête nationale suisse sur la plaine du Grütli, indépendamment de la fête officielle. Plus de 600 personnes participent à cette célébration non officielle. Les comptes rendus dans la presse, ainsi que les critiques faites à la police locale, à qui il est reproché de n'être pas intervenue en conséquence, font connaître le PNOS dans tout le pays. 
Le 1er août 2005, le PNOS appelle cette fois à participer à la Fête nationale officielle. 700 sympathisants se joindront donc à une foule de 2 000 personnes. Le discours du président de la Confédération Samuel Schmid (UDC), faisant l'éloge de la politique suisse d'intégration des immigrés, est copieusement hué. Le Conseiller fédéral sera contraint de quitter les lieux à peine son discours terminé. Après avoir quitté à leur tour la plaine du Grütli, les 700 sympathisants du PNOS défileront dans la petite ville de Brunnen.  
Par crainte que des incidents tels que ceux de 2005 ne se renouvellent, d'importantes mesures policières sont prises à l'occasion du 1er août 2006. Un système de cartes d'accès au site est mis en place. La petite ville de Brunnen sera maintenue toute la journée en état de siège. La police interdira l'accès du secteur à toute personne suspectée d'« extrémisme de droite ». 147 personnes seront expulsées manu militari du canton et 40 personnes, dont Philippe Brennenstuhl, seront arrêtées. 
En 2007, le PNOS organise une nouvelle célébration de la Fête nationale sur le Grütli le 5 août, rassemblant 300 personnes. En 2008, 300 personnes répondront à son appel. Le 2 août 2009, une nouvelle célébration sur le Grütli rassemble cette fois 180 personnes. Les discours seront prononcés par Dani Herger, Philippe Brennenstuhl et Philippe Eglin. Par la suite, le PNOS tente de réitérer ses « exploits » de 2004 et de 2005, sans y parvenir, rassemblant encore 200 personnes en 2012, puis seulement une cinquantaine de participants en 2014 et en 2016.

## Liens européens et internationaux
En novembre 2017, le PNOS invite à son Parteitag (Congrès annuel) à Bellach (SO) l'ancien diplomate et professeur de science politique Tomislav Sunic. Il s'y exprime au sujet du développement de la Droite alternative américaine, de l'élection de Donald Trump et de la notion d'identité. En outre, participeront aussi à ce congrès William Daniel Johnson, de l'American Freedom Party, Tobias Steiger, responsable de la section suisse de Pegida, ainsi que Lutz Urbanczyk, de l'AfD. Des membres du mouvement suisse romand Résistance Helvétique y participent également. Dans la soirée, le Congrès sera attaqué par des extrémistes de gauche, qui dégraderont plusieurs véhicules, ainsi que la façade du restaurant hébergeant le congrès.
Les liens avec l'Alt-Right américaine semblent se développer par la suite. En juin 2018, plusieurs membres de la direction du PNOS seront invités à Dickson (États-Unis/Tennessee) à un congrès international de la « Droite dissidente », organisé par l'American Freedom Party,. 
En 2018, le Parteitag annuel, organisé sous le nom de «Europa Nostra II», aura lieu cette fois à Melchnau (BE), après avoir été annoncé à Oensingen (SO). Parmi ses orateurs, le PNOS accueille l'Américain Richard Spencer, l'Autrichien Markus Ripfl (un exclu du FPÖ) et le Hongrois Pàl Peter Walter (responsable du petit parti nationaliste «Mi Hazànk» qui regrouperait des déçus du Jobbik),. Richard Spencer, sous le coup d'une interdiction d'entrée sur le territoire, participera en réalité au congrès par vidéo interposée.

## Ligne politique
Il se définit comme « le parti du nationalisme moderne » et le gardien des valeurs culturelles traditionnelles suisses. Il militerait pour une « séparation claire » de la politique et de l'économie. Le parti affirme donner des réponses à toutes les questions importantes actuelles en visant une « réorganisation globale » de l'État, l'établissement d'un « véritable État du peuple » dans lequel le peuple suisse pourrait vivre et prospérer, « libéré de la mondialisation, d'une exploitation capitaliste, d'un envahissement par des allogènes, de la destruction du modèle familial et de l'environnement », etc.

## Structures et implantation

### Organisation et sections
Le parti est dirigé par une Landesleitung (Direction nationale du parti), composée du président (Dominic Lüthard), du vice-président (Flo Gerber) et de trois autres membres. En octobre 2019, Florian Gerber succède à Dominic Lüthard en tant que président. Yannic Nuoffer devient le nouveau vice-président et porte-parole, et Tamara Klingler prend la fonction de secrétaire. 
Le PNOS organise une fois par année une Generalversammlung (Assemblée générale) et une ou deux fois par an un Parteitag (Congrès).  
En 2015, le PNOS annonce la constitution d'un service d'ordre, le Ahnensturm.   
Les membres du PNOS sont organisés en sections cantonales. Selon le site web du parti, il existerait des sections dans les cantons d'Argovie, d'Appenzell, Bâle, Berne, Glaris, des Grisons, Schaffhouse, Soleure, Saint-Gall, Thurgovie, Zurich. Il existe en outre une section « Suisse centrale ».   
La Police fédérale estime le nombre d'adhérents du parti à environ 300.

### Publications
Le PNOS publie une revue, Harus, environ 4 fois par an. La première livraison de 2017 est marquée par l'adoption d'une nouvelle formule graphique. 

### Structure féminine: le KNA
En 2007, une structure féminine avait été créée au sein du PNOS, le Kampfbund Nationaler Aktivistinnen (Front de lutte des militantes nationales). Sa responsable était Denise Friederich (qui semble avoir quitté le parti depuis). Le KNA se donnait pour mission de défendre la vision de la femme en tant que mère de famille, et s'opposait radicalement aux conceptions féministes, associées au capitalisme libéral. Le KNA réclamait l'instauration d'un salaire versé à la femme au foyer qui élève ses enfants. Cette structure ne semble plus être en activité.

### Suisse romande
Le PNOS en tant que tel n'existe qu'en Suisse alémanique. Il est lié au Parti nationaliste suisse, dirigé par Philippe Brennenstuhl, actif en Suisse romande, mais les deux structures sont indépendantes l'une de l'autre. Depuis 2016, le PNOS semble par ailleurs avoir des contacts bien plus réguliers avec le mouvement romand Résistance helvétique qu'avec le PNS,.